# Gustavo Heide
Gustavo Heide (* 28. Februar 2002 in São Paulo) ist ein brasilianischer Tennisspieler.

## Karriere
Heide spielte bis 2020 auf der ITF Junior Tour. Dort konnte er mit Rang 16 seine höchste Notierung in der Jugend-Rangliste erreichen. Sein bestes Abschneiden bei einem Grand-Slam-Turnier gelang ihm im Einzel 2020 in Roland Garros mit dem Achtelfinale. Im Doppel kam er bei den Grand Slams nie über die erste Runde hinaus. Dafür gewann er einige hochdotierte Turniere wie die Porto Alegre Junior Championships.
Bei den Profis spielte Heide ab 2018 vereinzelt Turniere. Ab 2021 nahm er erst regelmäßiger an Turniere der ITF Future Tour teil und konnte in diesem Jahr vier Finals von Futures erreichen, wovon er drei letztlich auch gewann. Im Doppel siegte er nicht nur bei zwei Futures, sondern triumphierte auch bei seinem ersten Challenger-Turnier in Brasília an der Seite von Mateus Alves. Das Jahr 2022 verlief bislang ohne größere Höhepunkte. In der Tennisweltrangliste steht er im Einzel mit Platz 427 und im Doppel mit Rang 345 Mitte 2022 jeweils auf seinem Karrierehoch.

## Erfolge
| Legende (Anzahl der Siege) |
| Grand Slam                 |
| ATP Finals                 |
| ATP Tour Masters 1000      |
| ATP Tour 500               |
| ATP Tour 250               |
| ATP Challenger Tour (5)    |

### Einzel

#### Turniersiege
| Nr. | Datum         | Turnier  | Belag | Finalgegner  | Ergebnis       |
| --- | ------------- | -------- | ----- | ------------ | -------------- |
| 1.  | 24. März 2024 | Asunción | Sand  | João Fonseca | 7:5, 6:76, 6:1 |

### Doppel

#### Turniersiege
| Nr. | Datum             | Turnier        | Belag     | Partner                  | Finalgegner                             | Ergebnis |
| --- | ----------------- | -------------- | --------- | ------------------------ | --------------------------------------- | -------- |
| 1.  | 28. November 2021 | Brasília       | Hartplatz | Mateus Alves             | Luciano Darderi Genaro Alberto Olivieri | 6:3, 6:3 |
| 2.  | 22. April 2023    | Florianópolis  | Sand      | Pedro Boscardin Dias     | Christian Oliveira Pedro Sakamoto       | 6:2, 7:5 |
| 3.  | 13. August 2023   | Santo Domingo  | Sand      | Pedro Boscardin Dias     | Diego Hidalgo Cristian Rodríguez        | 6:4, 7:5 |
| 4.  | 25. Januar 2025   | Punta del Este | Sand      | João Lucas Reis da Silva | Facundo Mena Marco Trungelliti          | 6:2, 6:3 |